# Franco Balducci
Franco Balducci (Bettona, 23 novembre 1922 – Bettona, 7 giugno 2001) è stato un attore italiano.

## Biografia
Prese parte a circa 75 film tra il 1947 e il 1978, interpretando ruoli non di primo piano. Esordì sul grande schermo nel film Il Passatore (1947) di Duilio Coletti, nel ruolo di Giacomo. Nel 1950 interpretò Arizona Bill nel film Il monello della strada di Carlo Borghesio, con Erminio Macario.
Nel 1957 fu Ranuccio nel film La grande ombra di Claudio Gora, accanto a Massimo Serato. Nel 1960 apparve nella parte di un tedesco nel pagliaio nel film La ciociara di Vittorio De Sica con Sophia Loren. Tra gli anni sessanta e settanta recitò in diversi generi dallo spaghetti western ai film di cappa e spada, polizieschi e di guerra.

## Filmografia parziale
- Il Passatore, regia di Duilio Coletti (1947)
- I miserabili, regia di Riccardo Freda (1948)
- Il monello della strada, regia di Carlo Borghesio (1950)
- Lorenzaccio, regia di Raffaello Pacini (1951)
- Sangue sul sagrato, regia di Goffredo Alessandrini e Michele Mesci (1951)
- Il bivio, regia di Fernando Cerchio (1951)
- Il boia di Lilla - La vita avventurosa di Milady, regia di Vittorio Cottafavi (1952)
- I misteri della jungla nera, regia di Gian Paolo Callegari (1954)
- I cinque dell'Adamello, regia di Pino Mercanti (1954)
- La vendetta dei Tughs, regia di Gian Paolo Callegari e Ralph Murphy (1954)
- Ciao, pais..., regia di Osvaldo Langini (1956)
- Accadde di notte di Gian Paolo Callegari (1956)
- Le notti di Cabiria, regia di Federico Fellini (1957)
- La grande ombra, regia di Claudio Gora (1957)
- Good bye Firenze (Arrivederci Firenze), regia di Rate Furlan (1958)
- La notte brava, regia di Mauro Bolognini (1959)
- La sceriffa, regia di Roberto Bianchi Montero (1959)
- Arrangiatevi, regia di Mauro Bolognini (1959)
- La ciociara, regia di Vittorio De Sica (1960)
- Space Men, regia di Antonio Margheriti (1960)
- Caccia all'uomo, regia di Riccardo Freda (1961)
- Romolo e Remo, regia di Sergio Corbucci (1961)
- La viaccia, regia di Mauro Bolognini (1961)
- Il gobbo, regia di Carlo Lizzani (1961)
- Tiro al piccione, regia di Giuliano Montaldo (1961)
- Le quattro giornate di Napoli, regia di Nanni Loy (1962)
- Il figlio di Spartacus, regia di Sergio Corbucci (1962)
- La bellezza di Ippolita, regia di Giancarlo Zagni (1962)
- Il giorno più corto, regia di Sergio Corbucci (1962)
- I diavoli di Spartivento, regia di Leopoldo Savona (1963)
- Gli onorevoli, regia di Sergio Corbucci (1963)
- I pirati della Malesia, regia di Umberto Lenzi (1964)
- Romeo e Giulietta, regia di Riccardo Freda (1964)
- Genoveffa di Brabante, regia di José Luis Monter (1964)
- L'ultima carica, regia di Leopoldo Savona (1964)
- Made in Italy, regia di Nanni Loy (1965)
- Io uccido, tu uccidi, regia di Gianni Puccini (1965)
- L'uomo dalla pistola d'oro, regia di Alfonso Balcázar (1965)
- Gli uomini dal passo pesante, regia di Mario Sequi (1966)
- Perry Grant agente di ferro, regia di Luigi Capuano (1966)
- Wanted, regia di Giorgio Ferroni (1967)
- Da uomo a uomo, regia di Giulio Petroni (1967)
- Il tempo degli avvoltoi, regia di Nando Cicero (1967)
- Lola Colt - Faccia a faccia con El Diablo, regia di Siro Marcellini (1967)
- I giorni dell'ira, regia di Tonino Valerii (1967)
- ...e per tetto un cielo di stelle, regia di Giulio Petroni (1968)
- Vivo per la tua morte, regia di Camillo Bazzoni (1968)
- Un minuto per pregare, un istante per morire, regia di Franco Giraldi (1968)
- Preparati la bara!, regia di Ferdinando Baldi (1968)
- Una sull'altra, regia di Lucio Fulci (1969)
- Metello, regia di Mauro Bolognini (1970)
- Sledge (A Man Called Sledge), regia di Vic Morrow (1970)
- Un'estate, un inverno, regia di Mario Caiano (1971) - miniserie TV
- Una lucertola con la pelle di donna, regia di Lucio Fulci (1971)
- La supertestimone, regia di Franco Giraldi (1971)
- Un omicidio perfetto a termine di legge, regia di Tonino Ricci (1971)
- Non si sevizia un paperino, regia di Lucio Fulci (1972)
- Mussolini ultimo atto, regia di Carlo Lizzani (1974)
- Gran bollito, regia di Mauro Bolognini (1977)
- La banda del trucido, regia di Stelvio Massi (1977)
- Circuito chiuso, regia di Giuliano Montaldo (1978)

## Doppiatori italiani
- Luciano De Ambrosis in Romolo e Remo, Vivo per la tua morte
- Glauco Onorato in Il gobbo, Preparati la bara!
- Sergio Graziani in Romeo e Giulietta, Gli uomini dal passo pesante
- Emilio Cigoli in I cinque dell'Adamello
- Giuseppe Rinaldi in Arrangiatevi
- Max Turilli in Il giorno più corto
- Arturo Dominici in I pirati della Malesia
- Virginio Gazzolo in Da uomo a uomo
- Ferruccio Amendola in I giorni dell'ira
- Manlio De Angelis in ...e per tetto un cielo di stelle
- Gianni Marzocchi in Una lucertola con la pelle di donna
- Giorgio Piazza in La banda del trucido